# Aaron Nguimbat
Aaron Nguimbat (né le 13 mars 1978) est un footballeur camerounais, qui joue au poste de défenseur. Il est médaillé d'or aux JO 2000 de Sydney avec le Cameroun.

## Biographie
Aaron Nguimbat évolue au poste de défenseur, au haut niveau, durant 9 saisons, de 2000 à 2009. Alors qu'il n'a que 22 ans et qu'il évolue au Canon Yaoundé, il est sélectionné pour participer aux Jeux olympiques de 2000. Il joue cinq matchs dans la compétition et remporte la médaille d'or avec l'équipe du Cameroun olympique. Il est également sélectionné, la même année avec l'équipe nationale lors d'un match éliminatoire de la coupe du monde 2002. Après deux années passées au Cameroun, au Canon Yaoundé, Aaron Nguimbat quitte son pays natal pour la Lettonie et le Skonto Riga. Avec le club de la capitale lettone, il marque cinq buts en soixante-neuf matchs. Il est sacré à trois reprises champion de Lettonie et découvre la Ligue des champions en 2005-2006 avant de revenir, en 2006, au Cameroun, à l'Unisport Bafang. De 2007 à 2009, Nguimbat joue trente-cinq matchs et marque six buts en Indonésie, avec le Sriwijaya Football Club.

## Palmarès
Aaron Nguimbat est médaillé d'or aux Jeux Olympiques de 2000 à Sidney avec l'équipe olympique du Cameroun. Avec le Skonto Riga, qu'il rejoint en 2002, Nguimbat remporte à trois reprises le championnat de Lettonie en 2002, 2003 et 2004. Il rejoint le Sriwijaya Football Club en 2007 et gagne à deux reprises la coupe d'Indonésie de football, dès sa première année au club et en 2009. Il est également champion d'Indonésie de D2 en 2008.
| Cameroun olympique - Jeux olympiques - Médaille d'or |  | Skonto Riga - Championnat de Lettonie - Champion : 2002, 2003 et 2004 |  | Sriwijaya Football Club - Championnat d'Indonésie de D2 - Champion : 2008 - Coupe d'Indonésie - Vainqueur : 2007 |